# John Gibb (jégkorongozó)
John Gibb (Toronto, Ontario, 1959. december 26. –) kanadai profi jégkorongozó.

## Pályafutása
Komolyabb junior karrierjét az OPJHL-es Royal York Royalsban kezdte 1976-ban. Ebben a csapatban 1978-ig játszott. Ezután egyetemre ment, a Bowling Green State University-re, ahol játszott az egyetemi csapatban. 1980-ig járt egyetemre. Közben az 1979-es NHL-drafton a New York Islanders kiválasztotta őt a 6. kör 122. helyén. A National Hockey League-ben sosem játszott. Felnőtt pályafutását a IHL-es Flint Generalsban kezdte 1980 végén. 66 mérkőzésen szerepelt és utána felkerült a CHL-es Fort Worth Texansba, ahol 9 mérkőzést játszott majd bejutottak a playoffba, ahol az első körben kiestek. Következő szezonban az IHL-es Flint Generalsban és a Fort Wayne Kometsben játszott. 1982-83-ban szintén kettő csapatban játszott, az egyik a Fort Wayne Komets volt a másik az IHL-es Peoria Prancers. Ebben a szezonban játszott még 4 mérkőzést az AHL-es Hershey Bearsben. Ezután már csak senior csapatokba volt kerettag. Végül 1987-ben vonult vissza.

## Díjai
- NCAA (CCHA) Második All-Star Csapat